# まんまる
『まんまる』は、NHKラジオ第1放送で2024年4月1日から放送を開始した生情報ワイド番組である。
前身番組『ごごカフェ』の放送枠を引き継ぎ、新番組として出発する。番組のコンセプトとして「地域の人々をつなぎ毎日をまんまるな気持ちで過ごしてもらう」という狙いを込めており、全国各地の放送局を結び、午後の空気感をリスナーとともにつないでいくことを目指す。番組の放送開始を前に、2024年2月23日 12:15 - 15:55に「第0回」としてパイロット番組を放送した。サブタイトルは「つながる。輪になる。」。

## 放送日時
- 原則として平日 12:30 - 15:55

祝日や国会中継・スポーツ中継などの編成のある日を除く。

## 出演者

### パーソナリティー
出典：
- 月 - 水曜日、木曜日（中継）：高山哲哉（NHKラジオセンターアナウンサー）
- 木・金曜日：松尾剛（NHK財団・ことばコミュニケーションセンターアナウンサー）

### パートナー
- 月曜日：鈴木明子、ドリアン・ロロブリジーダ、水野裕子
- 火曜日：小宮山雄飛、夢眠ねむ、吉澤智子
- 水曜日：大菅小百合、金子鈴幸、浜島直子
- 木曜日：伊藤かずえ、にしおかすみこ、保田圭
- 金曜日：小田井涼平、きじまりゅうた、蝶花楼桃花、平原綾香

## タイムテーブル
2024年度
- 12:30 - オープニング・トーク
- 12:37 - そのまちのお昼
  - 木曜日 ‐ 中継 そのまちのお昼
- 12:55 - 全国の天気予報・交通情報

（12:30 - 13:00における地域別の差し替え）
- 東北地方（山形県と第4金曜日の岩手県除く）：民謡をどうぞ（毎週金曜日 - 12:55）
- 山形県：なにしったのや〜?（毎週金曜日 12:20 - ）
- 岩手県：らじ推し（毎月原則第4金曜日）
- 長野県：給食ラジオ（金曜・月2回程度）
- 岡山県：ラジオdeもぎたて!（随時金曜に年間15回程度）

- 13:00 - ニュース
- 13:05 - ひとのわ（インタビューコーナー）（前半）
  - 月曜日 ‐ からだのはなし
  - 火曜日 ‐ 地域とつながる
  - 水曜日 ‐ きわめてる人
  - 木曜日 ‐ 身のまわりのはなし
  - 金曜日 ‐ エンターテインメント
- 13:27 - 交通情報（一部地域のみ）
- 13:30 -  ひとのわ（後半）
- 13:55 - ローカルニュース、交通情報など
- 14:00 - ニュース
- 14:05 - まちのわ
  - 月曜日 ‐ 気になるはなし
  - 火木金 ‐ まちのはなし
  - 水曜日 ‐ 音の処方箋
- 14:27 - 交通情報（一部地域のみ）
- 14:30 - 列島ニュース
- 14:55 - ローカルニュース、交通情報など
- 15:00 - ニュース
- 15:05 - こえのわ（前半）
- 15:27 - 交通情報（一部地域のみ）
- 15:30 - こえのわ（後半）
- 15:52 - エンディング